# (83982) Крантор
(83982) Крантор (лат. Crantor) — коорбитальный астероид Урана из группы кентавров, который движется в орбитальном резонансе с этой планетой 1:1 по сложной подковообразной орбите. Он был открыт 12 апреля 2002 года в рамках проекта NEAT в Паломарской обсерватории и назван в честь Крантора, оруженосца Пелея в древнегреческой мифологии.
Движение этого объекта прежде всего управляется влиянием Солнца и Урана, хотя Сатурн играет важную роль в дестабилизации его орбиты. Процессия узлов орбиты Крантора ускоряет Сатурн, контролируя её эволюцию и стабильность в краткосрочной перспективе.
Судя по абсолютной звёздной величине размеры астероида составляют около 60 км, а в составе в большом количестве присутствует водяной лёд.